# Championnat d'Inde de football 2024-2025
Ne doit pas être confondu avec Indian Super League 2024-2025.
Navigation
Saison précédente Saison suivante
La saison 2024-2025 du championnat d'Inde de football est la 29e édition du championnat national indien considéré comme le deuxième niveau en Inde, derrière l'Indian Super League. 
Les équipes sont regroupées au sein d'une poule unique, où elles rencontrent leurs adversaires deux fois. En fin de saison, le champion de l'I-League est promu en Indian Super League. 

## Déroulement de la saison
Le championnat se déroule en matchs aller-retour, le champion est promu en Indian Super League, les deux dernières équipes sont reléguées en division inférieure.
Churchill Brothers gagne le championnat douze ans après son dernier titre.

## Compétition
Le classement est établi sur le barème de points classique (victoire à 3 points, match nul à 1, défaite à 0).

### Premier tour
| Rang | Équipe              | Pts | J  | G  | N | P  | Bp | Bc | Diff |
| ---- | ------------------- | --- | -- | -- | - | -- | -- | -- | ---- |
| 1    | Churchill Brothers  | 40  | 22 | 11 | 7 | 4  | 45 | 25 | +20  |
| 2    | Inter Kashi FC      | 39  | 22 | 11 | 6 | 5  | 39 | 33 | +6   |
| 3    | Real Kashmir        | 37  | 22 | 10 | 7 | 5  | 31 | 25 | +6   |
| 4    | Gokulam Kerala      | 37  | 22 | 11 | 4 | 7  | 45 | 29 | +16  |
| 5    | Rajasthan United FC | 33  | 22 | 9  | 6 | 7  | 34 | 33 | +1   |
| 6    | Namdhari FC         | 32  | 22 | 9  | 5 | 8  | 30 | 27 | +3   |
| 7    | Dempo SCP           | 29  | 22 | 8  | 5 | 9  | 35 | 33 | +2   |
| 8    | Shillong Lajong FC  | 28  | 22 | 7  | 7 | 8  | 46 | 45 | +1   |
| 9    | Sreenidi Deccan FC  | 28  | 22 | 7  | 7 | 8  | 34 | 37 | -3   |
| 10   | Aizawl              | 23  | 22 | 6  | 5 | 11 | 35 | 46 | -11  |
| 11   | SC BengaluruP       | 21  | 22 | 5  | 6 | 11 | 24 | 42 | -18  |
| 12   | Delhi FC            | 14  | 22 | 3  | 5 | 14 | 21 | 44 | -23  |

|  | Promotion en Indian Super League  |
|  | Relégation en I-League 2.Division |
|  | P : Promu de troisième division   |